# Emmanuel Clerc
Pour les articles homonymes, voir Clerc.
 (novembre 2018).
Si vous disposez d'ouvrages ou d'articles de référence ou si vous connaissez des sites web de qualité traitant du thème abordé ici, merci de compléter l'article en donnant les références utiles à sa vérifiabilité et en les liant à la section « Notes et références ».
Emmanuel Clerc est un compositeur français né le 20 novembre 1963 à Lyon.

## Biographie
Pianiste de formation, il commence à composer en 1995. Il illustre notamment un spectacle monté par la Compagnie des Prairies en 2001. Sa rencontre avec Georges Boulestreau des éditions Buissonnières sera le début d'une collaboration qui a déjà abouti à la publication de plusieurs recueils de ses œuvres.
Il travaille très régulièrement avec la compagnie lyrique Les Monts du Reuil et a notamment composé pour leur spectacle Tout ce qu'ils ont voulu savoir sur les fables et Oh Richard, oh mon Roi (2018).

## Résidence
Emmanuel Clerc a composé Les deux chasseurs & la laitière qui a été créé par la compagnie lyrique Les Monts du Reuil dans le cadre de leur résidence à l’Opéra de Reims et en Champagne-Ardenne.

## Publications
Musique de chambre
Hommage à Jean Cras pour piano à quatre mains, préface de François-René Duchâble, éditions Buissonnières
- Six pièces pour violon et piano (Hommage à Chausson, Reflets sur la mer, Soleil d'automne, In a Swinging Manner, Song for Emma, Petite Chanson pour Louise), éditions Buissonnières
- Six pièces pour clarinette et piano, éditions Buissonnières
- Trio à cordes (Voyage vers l’île de Pâques 1. Matin calme sur la mer, 2. La houle se lève doucement, 3. L’arrivée sur l’île de Pâques), éditions Buissonnières
- Trois mélodies pour sopranos ou chœur d’enfants et piano, sur des poèmes de Théophile Gautier et Rainer Maria Rilke (La Rose thé, Les Roses, Le Merle), éditions Buissonnières

Opéra
- Les Deux Chasseurs et la Laitière, opéra-comique en 1 acte sur un livret de Louis Anseaume

Harmonisation et arrangements
- Cendrillon, opéra-comique en 1 acte de Jean-Louis Laruette et Louis Anseaume. Restitution et commentaires : Hélène Clerc-Murgier et Pauline Warnier. Harmonisation Emmanuel Clerc. Éditions Buissonnières, 2008, deuxième édition en 2011
- Orlando furioso d'Antonio Vivaldi, piano-chant, éditions Buissonnières
- Sol da te mio dolce amor, air pour flûte et chant, extrait de Orlando furioso d'Antonio Vivaldi, piano-chant, éditions Buissonnières.

## Discographie
- Poésies en miroir, fables choisies dans le goût de M. de La Fontaine sur de la musique de F. Couperin, Michel Delalande, mélodies d'Emmanuel Clerc sur des poèmes de Gauthier, Rilke, Florian… Compagnie Les Monts du Reuil.